# Skydancer/Of Chaos and Eternal Night
Skydancer/Of Chaos and Eternal Night er et album fra det melodsike dødsmetalband Dark Tranquillity som blev udgivet i 2000. Dette var en genindspilning af deres første album Skydancer og EPen Of Chaos and Eternal Night.

## Numre
1. "Nightfall by the Shore of Time"
2. "Crimson Winds"
3. "A Bolt of Blazing Gold"
4. "In Tears Bereaved"
5. "Skywards"
6. "Through Ebony Archways"
7. "Shadow Duet"
8. "My Faeryland Forgotten"
9. "Alone"
10. "Of Chaos and Eternal Night"
11. "With the Flaming Shades of Fall"
12. "Away, Delight, Away"
13. "Alone '94"